# 澤木秀夫
澤木 秀夫（さわき ひでお、1928年10月1日 - 2018年5月21日）は、日本の実業家。丸栄代表取締役社長や、同社代表取締役会長、中部百貨店協会会長などを務めた。

## 来歴・人物
愛知県出身。愛知県第一中学校（現愛知県立旭丘高等学校）を経て、1949年名古屋経済専門学校（現名古屋大学経済学部）卒業、東海銀行入行。東海銀行専務などを経て、1986年丸栄副社長。1989年丸栄社長。1996年キタン会会長。1998年丸栄会長。2001年退任。中部百貨店協会会長なども務めた。2018年肺炎のため死去。享年89。